# Eriocottis andalusiella
Eriocottis andalusiella is een vlinder uit de onderfamilie Eriocottinae van de familie Eriocottidae. De wetenschappelijke naam is voor het eerst geldig gepubliceerd in 1901 door Hans Rebel.
De soort komt voor in Europa.